# Televisão na Ucrânia
A televisão tem uma longa história na Ucrânia, com a transmissão regular de televisão iniciada durante os anos da antiga União Soviética em 1951. No entanto, a primeira transmissão televisiva ocorreu em 1º de fevereiro de 1939, em Kiev. Desde então, a transmissão de TV se expandiu, particularmente após a queda do comunismo em 1989, e agora existem muitos canais e grupos diferentes no mercado de TV ucraniano.

## História
A primeira transmissão oficial ocorreu em Kiev em 1 de fevereiro de 1939. Demorou 40 minutos e mostrou o retrato de Sergo Ordzhonikidze. Após a Segunda Guerra Mundial, em 6 de novembro de 1951, um telecentro de Kiev fez uma estréia com uma transmissão ao vivo do filme patriótico "The Great Glow". No dia seguinte, o telecentro voltou ao ar transmitindo as medidas solenes de celebração do 34º aniversário da Revolução de Outubro.
Em 1 de maio de 1952, um concerto foi ao ar (filmado no pequeno e único pavilhão do telecentro conhecido como "Studio B") de cantores ucranianos, solistas do Kyiv Taras Shevchenko Opera Theatre. A apresentadora do concerto foi o primeiro locutor do Telecentro de Kiev - Novela Separionova. Em 1953, a construção do prédio do Telecentro Kyiv em Khreshchatyk foi concluída, logo após o término dos Telecentros de Moscou e Leningrado. Os programas regulares começaram a ir ao ar em 1956. Até aquele ano, o telecentro entrava no ar duas vezes por dia exibindo longas-metragens ou documentários. A transmissão ao vivo foi a única forma de transmissão. Gravação de vídeo tornou-se habitual em meados dos anos 1960.
O primeiro canal nacional regular apareceu em 20 de janeiro de 1965 sob o nome UT-1 (televisão ucraniana - 1, hoje - Pershyi National), enquanto em 6 de março de 1972 foi criado um segundo canal, UT-2. Em 1983, o novo telecentro começou a ser construído na 42 Melnyk Street, aberta após a queda da União Soviética em 1993.
Após a Revolução Laranja, a televisão ucraniana tornou-se mais livre. Em fevereiro de 2009, o Conselho Nacional de Televisão e Radiodifusão afirmou que "a pressão política sobre os meios de comunicação aumentou nos últimos tempos através da alteração de leis e outros atos normativos para fortalecer a influência sobre os meios de comunicação e órgãos reguladores nesta esfera".
Em janeiro de 2009, a primeira-ministra ucraniana, Yulia Tymoshenko, recusou-se a aparecer nos programas da Inter TV "até que jornalistas, administradores e donos do canal de TV parem de destruir a liberdade de expressão e lembrem-se da essência de sua profissão - honestidade, objetividade, e imparcial".
No início de março de 2014, a Crimeia retirou os canais de TV baseados na Ucrânia antes do referendo russo sobre a anexação.Mais tarde naquele mês, o Conselho Nacional da Ucrânia para a TV e a Radiodifusão ordenou medidas contra alguns canais de TV russos que foram acusados de transmitir informações enganosas sobre a Ucrânia.Em fevereiro de 2015, a lei "No espaço de televisão e rádio de informação de proteção da Ucrânia" proibiu a exibição (na televisão ucraniana) de "obras audiovisuais" que contivessem "divulgação, propaganda, propaganda, qualquer ação de agências policiais, forças armadas, outros forças militares, militares ou de segurança de um invasor" foi promulgada.Um ano depois, as produções russas (na televisão ucraniana) diminuíram de 3 para 4 (vezes). Mais 15 canais de TV russos foram proibidos em março de 2016.

## Televisão digital
Em 2007 e 2008, transmissões experimentais de DVB-T de poucos canais começaram em Kiev e Odesa. Aqueles acabaram sendo bem sucedidos. No entanto, o Programa Nacional da TDT não é aprovado pelo governo, portanto, o processo está emperrado. Porque há duas versões do programa apresentado: do Ministério dos Transportes e Comunicações, bem como do Comitê Estadual de Televisão e Rádio, não há progresso particular em 2008.
Em 26 de novembro de 2008, o Programa Nacional do Ministério foi aprovado, mas a versão final e o anúncio público deste fato ainda estão suspensos. A versão atual do programa não leva em consideração nenhum tipo de financiamento do governo, e o orçamento deve ser apenas privado, o que afetará fortemente a indústria de TV e as emissoras comerciais.
Além disso, existem 3 partes, como o Comitê da Indústria de Televisão e a Associação Nacional de Emissoras, que representam as comunidades de emissoras nacionais e regionais, respectivamente. Ambas as organizações ajudam a transição para não afetar os negócios de mais de 20 emissoras nacionais e mais de 150 regionais.
O Fórum Internacional 'Digital Broadcasting in Ukraine' é o evento anual que acontece em Kiev, Ucrânia. Sua missão é reunir o máximo de consultores internacionais e especialistas ucranianos para resolver os problemas do setor no campo da TDT. Em 2008, o 2º Fórum Internacional também aconteceu em Kiev. Representantes da BBC, Deloitte e do Ministério das Comunicações da Finlândia compartilham a visão do possível plano de implementação da TDT na Ucrânia, proporcionando as melhores experiências do Reino Unido, Finlândia, França e EUA. Ainda nenhum foi levado em consideração ainda. Agora está confirmado que a rede nacional de TV terrestre da Ucrânia, que deve ser lançada em setembro de 2011, usará o padrão DVB-T2 para todos os quatro multiplexes FTA em todo o país, tanto para transmissões SD quanto HD. Antes de se decidir pelo DVB-T2, a Ucrânia estava testando as opções DVB-T / MPEG-2 e DVB-T / MPEG-4, e alguns transmissores experimentais operando nesses padrões ainda estão ativos.

## Outras tecnologias
Os serviços comerciais de TV digital MMDS funcionam em Kiev e em algumas outras cidades.
Os serviços DVB-C que oferecem canais premium (além dos canais analógicos padrão) são lançados nas redes a cabo de Kiev, Odesa, Kremenchuk, Poltava, Donetsk e algumas outras cidades.

## Canais mais vistos
Participação do público-alvo (4 anos ou mais, toda a Ucrânia), dezembro de 2017:
| Posição | Canal                     | Grupo               | Share de visualização total (%) |
| ------- | ------------------------- | ------------------- | ------------------------------- |
| 1       | Channel Ukraine           | Media Group Ukraine | 12.42%                          |
| 2       | 1+1                       | 1+1 Media           | 10.22%                          |
| 3       | Inter                     | Inter Media Group   | 9.62%                           |
| 4       | STB                       | StarLightMedia      | 8.61%                           |
| 5       | ICTV                      | StarLightMedia      | 7.68%                           |
| 6       | Novyi Kanal (New channel) | StarLightMedia      | 4.89%                           |
| 7       | TET                       | 1+1 Media           | 3.24%                           |
| 8       | NTN                       | Inter Media Group   | 2.92%                           |
| 9       | 2+2                       | 1+1 Media           | 2.84%                           |
| 10      | PLUSPLUS                  | 1+1 Media           | 2.17%                           |

## Lista de canais

### Canais terrestres
| MUX1                         | MUX1                                          | MUX1         | MUX1                                                         | MUX1 | MUX1 | MUX1 | MUX1 | MUX1 | MUX1 | MUX1 | MUX1 |
| Canal                        | Proprietário                                  | Estabelecido | Website                                                      |      |      |      |      |      |      |      |      |
| ---------------------------- | --------------------------------------------- | ------------ | ------------------------------------------------------------ | ---- | ---- | ---- | ---- | ---- | ---- | ---- | ---- |
| Inter                        | Inter Media Group                             | 1996         | http://inter.ua/                                             |      |      |      |      |      |      |      |      |
| Kanal Ukrayina               | Media Group Ukraine                           | 1993         | http://kanalukraina.tv/                                      |      |      |      |      |      |      |      |      |
| 1+1                          | 1+1 media                                     | 1995         | http://www.1plus1.ua/                                        |      |      |      |      |      |      |      |      |
| NTN                          | Inter Media Group                             | 2004         | http://ntn.ua/                                               |      |      |      |      |      |      |      |      |
| K1                           | Inter Media Group                             | 2005         | http://k1.ua/                                                |      |      |      |      |      |      |      |      |
| UA:Pershyi Digital           | UA:PBC                                        | 1937/1956    | http://1tv.com.ua/                                           |      |      |      |      |      |      |      |      |
| ICTV                         | StarLightMedia                                | 1992         | http://ictv.ua/                                              |      |      |      |      |      |      |      |      |
| Enter-Film                   | Inter Media Group                             | 2001         | http://enterfilm.com.ua/                                     |      |      |      |      |      |      |      |      |
| MUX2                         |                                               |              |                                                              |      |      |      |      |      |      |      |      |
| Canal                        | Proprietário                                  | Estabelecido | Website                                                      |      |      |      |      |      |      |      |      |
| Zoom                         | Inter Media Group                             | 2007         | https://web.archive.org/web/20150101035408/http://zoomua.tv/ |      |      |      |      |      |      |      |      |
| Indigo TV                    | Media Group Ukraine                           | 2014         | http://indigotv.com.ua/                                      |      |      |      |      |      |      |      |      |
| STB                          | StarLightMedia                                | 1997         | http://www.stb.ua/                                           |      |      |      |      |      |      |      |      |
| TET                          | 1+1 media                                     | 1992         | http://tet.tv/                                               |      |      |      |      |      |      |      |      |
| K2                           | Inter Media Group                             | 2005         | http://k2.ua/                                                |      |      |      |      |      |      |      |      |
| Novyi kanal                  | StarLightMedia                                | 1998         | http://www.novy.tv/                                          |      |      |      |      |      |      |      |      |
| M1                           | StarLightMedia                                | 2001         | http://m1.tv/                                                |      |      |      |      |      |      |      |      |
| 5 kanal                      | Petro Poroshenko                              | 2003         | http://www.5.ua/                                             |      |      |      |      |      |      |      |      |
| MUX3                         |                                               |              |                                                              |      |      |      |      |      |      |      |      |
| Canal                        | Proprietário                                  | Estabelecido | Website                                                      |      |      |      |      |      |      |      |      |
| Mega                         | Inter Media Group                             | 2005         | http://megatv.ua/                                            |      |      |      |      |      |      |      |      |
| Pixel TV                     | Inter Media Group                             | 2012         | http://pixelua.tv/                                           |      |      |      |      |      |      |      |      |
| XSPORT                       | Boris Kolesnikov                              | 2012         | http://xsport.ua/                                            |      |      |      |      |      |      |      |      |
| NLO TV                       | Media Group Ukraine                           | 2012         | http://nlotv.com/                                            |      |      |      |      |      |      |      |      |
| 2+2                          | 1+1 media                                     | 2006         | http://2plus2.ua/                                            |      |      |      |      |      |      |      |      |
| ZIK                          | Petro Dyminskyi                               | 2010         | http://www.zik.ua/                                           |      |      |      |      |      |      |      |      |
| Espreso                      | Ivan Zhevago, Ludmyla Knjazhytska             | 2013         | http://espreso.tv                                            |      |      |      |      |      |      |      |      |
| MUX5                         |                                               |              |                                                              |      |      |      |      |      |      |      |      |
| Canal                        | Proprietário                                  | Estabelecido | Website                                                      |      |      |      |      |      |      |      |      |
| Pryamiy kanal                | Volodymyr Makeyenko                           | 2017         | http://prm.ua/                                               |      |      |      |      |      |      |      |      |
| UA:Kultura                   | UA:PBC                                        | 2003         | http://culture.suspilne.media/                               |      |      |      |      |      |      |      |      |
| Rada TV                      | Parliament of Ukraine                         | 1999         | http://tv.rada.gov.ua/                                       |      |      |      |      |      |      |      |      |
| Eskulap TV                   | Media Group Ukraine                           | 2012         | http://eskulaptv.com.ua/                                     |      |      |      |      |      |      |      |      |
| Regional channel             | UA:PBC                                        |              |                                                              |      |      |      |      |      |      |      |      |
| Local TV 1 /or/ 112 Ukrayina | Yehor Benkendorf, Vasyl Smetana, Yuriy Budyak | 2013         | http://112.ua/                                               |      |      |      |      |      |      |      |      |
| Local TV 2                   |                                               |              |                                                              |      |      |      |      |      |      |      |      |
| Local TV 3                   |                                               |              |                                                              |      |      |      |      |      |      |      |      |

### Satélite e TV a cabo
- English Club TV
- Glas
- Music Box UA
- 8 channel
- Vintage TV
- PLUSPLUS
- Bigudi
- EU Music
- BoutiqueTV
- Eko-TV
- Milady Television
- Malyatko TV
- Pershyi Avtomobilny Channel
- Pershyi Dilovyi Channel
- 112 Ukraine
- Football-1
- Football-2
- Telekanal 24
- NewsOne
- CHP.Info
- Telekanal 100
- Nadiya (Hope Channel Ukraine)
- Sonce TV
- PORT-MONE TV
- CNL Ukraine
- Discovery Channel Ukraine
- TLC Ukraine
- National Geographic Channel Ukraine
- Da Vinci Learning Ukraine
- Deutsche Welle

### Local
- Kyiv TV
- Lviv-TV
- Donbas TV
- Black Sea TV
- ATR
- Lale
- Glas TV Odessa

### Internacional
- UATV
- 1 + 1 International
- Inter+

## Críticas
Sociedade critica televisão ucraniana, principalmente um número de canais centrais para a presença de uma grande quantidade de conteúdo de origem russa. De acordo com cálculos de "Boycott Russian Films" ativistas, em setembro de 2014 quantidade de produção de TV russa nos principais canais ucranianos ("Ukrayina", "ICTV", "NTN", "Novyi Kanal", "Inter", "STB" "2 + 2", "TET", "K1", "1 + 1") demorou aproximadamente 40%. Em outubro e dezembro, ativistas notaram o aumento de quantidades de conteúdo russo nesses canais.
Também ativistas criticam os canais ucranianos por sua política lingüística. Em outubro de 2014, ativistas publicaram estatísticas da linguagem de conteúdo dos canais ucranianos. De acordo com ele, há 29% de conteúdo totalmente ucraniano, 39,3% de conteúdo completamente em russo, 23,5% de conteúdo em russo com legendas em ucraniano e 8,2% em conteúdo bilíngüe (ucraniano e russo).